# Enrico Dueñas Hernández
Enrico Erick Dueñas Hernández Bisschop (ur. 23 lutego 2001 w Almere) – salwadorski piłkarz pochodzenia fińskiego z obywatelstwem holenderskim występujący na pozycji ofensywnego pomocnika, lewego skrzydłowego lub napastnika, reprezentant Salwadoru, od 2023 roku zawodnik holenderskiego TOP Oss.
Jego ojciec pochodzi z Salwadoru, a matka z Finlandii, zaś on sam urodził się i wychowywał w Holandii.